# 大唤起乡
大唤起乡，是中华人民共和国河北省承德市围场满族蒙古族自治县下辖的一个乡。

## 行政区划
大唤起乡下辖以下地区：
二十七号村、大八号村、二十三号村、满汉土村、四十二号村、五十一号村和五十六号村。